# Nigel Mansell
Nigel Ernest James Mansell (født 8. august 1953 i Upton-upon-Severn, England) er en tidligere engelsk racerkører, der kørte 15 sæsoner i Formel 1, og i 1992 sikrede sig verdensmesterskabet.

## Resultater
Mansells Formel 1-karriere strakte sig fra 1980 til 1995. I denne periode nåede han at køre 191 Grand Prix'er og vinde de 31. Han opnåede desuden 28 sekundære podieplaceringer og startede 32 gange et løb i pole position. Hans største sejr var dog verdensmesterskabet i 1992. 
Mansell deltog også ved Le Mans 2010 men kørte efter 4 runder galt.